# Blang Weu Baroh
Blang Weu Baroh is een bestuurslaag in het regentschap Lhokseumawe van de provincie Atjeh, Indonesië. Blang Weu Baroh telt 1311 inwoners (volkstelling 2010).